# Juin 1771

## Événements
- 13 juin : réunion du Riksdag[1]. Gustave III, élevé à la française, est lié au parti des « Chapeaux ». À la mort de son père Adolphe-Frédéric, le pouvoir royal en Suède est très réduit et le Riksdag, est divisé par d’intenses conflits entre parti des « Bonnets », adversaire des privilèges, partisans de la paix avec la Russie et la Grande-Bretagne, et parti des « Chapeaux » (la haute aristocratie), plus belliqueux.
- 22 juin : défaite des confédérés de Bar conduit par Dumouriez à la bataille de Lanckorona[2].
- 25 juin (14 juin du calendrier julien) : les troupes russes de Vassili Dolgorouki forcent les lignes de Perekop en envahissent la Crimée[3].

## Naissances
- 4 juin : Charles Antoine Morand, général de division français († 2 septembre 1835).
- 8 juin : Henry Thomas Austen, lieutenant dans la milice de l'Oxfordshire, puis banquier, puis clergyman († 12 mars 1850).
- 11 juin : Jacques-Pierre Maygrier, médecin français mort en 1835 à Paris.
- 18 juin : Justo Figuerola, avocat et homme politique péruvien († 23 mai 1854).
- 20 juin : Thomas Douglas, philanthrope écossais († 8 avril 1820).
- 20 juin : Leopold Ludwig Hermann von Boyen, général prussien et ministre de la Guerre († 15 février 1848).
- 27 juin : Philipp Emanuel von Fellenberg, pédagogue et agronome suisse († 21 novembre 1844).

## Décès
- 17 juin : Ioánnis Vláchos, riche armateur et révolutionnaire grec (° vers 1725).
- 20 juin : Jean Lamour, serrurier et ferronnier lorrain (° 26 mars 1698) au service du roi de Pologne, duc de Lorraine, Stanislas Leszczynski.
- 23 juin : José Candido Esposito, matador espagnol (° 30 novembre 1734).
- 23 juin : Jean-Claude Trial, violoniste et compositeur français (° 13 décembre 1732).